# Lucky Star (manga)
Lucky Star (japonsky らき☆すた, Raki☆Suta) je japonská komediální jonkoma manga, kterou vytvořil Kagami Jošimizu. Pravidelně vychází od prosince 2003 v časopise Comptiq nakladatelství Kadokawa Šoten. Byla také vydávána v jiných časopisech, například Gekkan šónen Ace. Manga nemá žádný souvislý příběh a přestože je především chronologická, zaměřuje se po vzoru slice of life spíše na běžné životy čtyř středoškolaček.
Díky manze bylo v srpnu 2005 vydáno audio CD a mezi lety 2005 a 2009 vznikly čtyři videohry. Na základě mangy vytvořilo studio Kyoto Animation 24dílné anime, jež bylo premiérově vysíláno od 8. dubna do 16. září 2007. Později bylo licencováno v Severní Americe společností Kadokawa Pictures a distribuováno firmou Bandai Entertainment. Od května 2008 do března 2009 vyšlo též celkem šest DVD. Dne 26. září 2008 byla v japonštině vydána OVA, jež byla doprovázena CD. Titul byl posléze vydán i v angličtině společností Bandai Entertainment, a to 4. srpna 2009. Od roku 2014 je anime Lucky Star licencováno službou Crunchyroll (dříve Funimation).

## Synopse
Příběh Lucky Star zachycuje především životy čtyř dívek navštěvujících japonskou střední školu. Prostředí je založeno především na městě Kuki v prefektuře Saitama. Jedna z nejvýraznějších hlavních postav, Konata Izumi je velmi líná dívka, která se neustále snaží vyhýbat školním a jiným povinnostem a místo toho využívá většinu času ke sledování anime, čtení mangy, hraní videoher a nebo je online na počítači až do rána. Přestože je líná, nakonec se ukáže, že ve skutečnosti je poměrně inteligentní a sportovně založená.
Příběh začíná v prvním ročníku vyšší střední školy se čtyřmi hlavními postavami; Konata Izumi, Kagami Hiiragi, Cukasa Hiiragi a Mijuki Takara. Jak příběh postupuje, přesouvají se do druhého a třetího ročníku. Anime však začíná příběh tím, že začínají druhým rokem a ostatní středoškolačky, které jsou vidět na začátku každé epizody, jsou představeny teprve zhruba v polovině příběhu. Děj obsahuje časté reference na jiné anime a mangy v podobě nenápadných plakátů na zdech, figurek postaviček a nebo zkrátka zmínkou, například Initial D, Dragon Ball a další.
Spin-offová manga, Mijakawa-ke no kúfuku, se zaměřuje na každodenní život dvou sester, Hinaty a Hikage Mijakavových.

## Postavy

### Konata Izumi
Konata Izumi (japonsky こなた, Izumi Konata) je frivolní a líná dívka, která je fanynkou videoher, mangy a anime. Přestože je poměrně chytrá a sportovně založená, nemá v podstatě žádné zájmy a nechodí do žádného školního klubu, protože veškerý volný čas tráví doma a věnuje se aktivitám otaku. Konata se také často střetává s Kagami a škádlí ji sžíravými poznámkami. Pokud zrovna není doma nebo ve škole, tak je v práci v cosplay kavárně, kde pracuje s mladší studentkou z výměnného kurzu, Patricií. Žije se svým otcem a mladší sestřenicí Jutakou, která chodí do stejné školy. Její matka Kanata Izumi zemřela, když byla Konata ještě malá. Svou zálibu v anime a manze nejspíš zdědila po svém otci, který se často chová zvláštně a pravděpodobně má v zálibě lolicon. Konata má dlouhé modré vlasy a je malé postavy (142 cm).

### Kagami Hiiragi
Kagami Hiiragi (japonsky かがみ, Hiiragi Kagami) je jedno z dvojčat rodiny Hiiragi. Daří se jí ve škole, kde má nadprůměrný prospěch, protože tvrdě pracuje a snaží se být nejlepší studentkou ve třídě. Z tohoto důvodu od ní Konata pořád kopíruje domácí úkoly. V prvním ročníku byla reprezentantkou třídy. Kagami chodí do jiné třídy, než ostatní dívky, ale navštěvují se během přestávek a obědů. Kagami si pro svůj druhý ročník vybrala jiný obor, aby mohla být ve stejné třídě jako oni, ale přesto byli zařazeni do jiných tříd; totéž se stalo ve třetím ročníku studia, což ji velmi rozrušilo, ačkoli se to snažila skrývat. Je pragmatická a cílevědomá, ale zároveň sentimentální a citlivá. Nesnáší, když si někdo všimne její slabosti (zejména Konata, která si z ní dělá legraci). Špatně vaří, z čehož má trochu komplexy, protože by chtěla být vzorem pro své „mladší“ dvojče Cukasu. Kagami má stejně jako Konata ráda hry, ale na rozdíl od dating sims a RPG Kagami hraje skrolovací střílečky. Také ráda čte light novely. Kagami nosí dlouhé fialové vlasy s dvěma culíky a hnědými stuhami.

### Cukasa Hiiragi
Cukasa Hiiragi (japonsky かがみ, Hiiragi Cukasa) je druhé z dvojčat Hiiragi. V příběhu tvrdí, že je mladší než její sestra Kagami. Stejně jako Kagami žije s dvěma dalšími staršími sestrami (kromě Kagami) a svými rodiči. Je ve stejné třídě jako Konata. Výborně vaří, ale ve studiu a sportu se jí příliš nedaří. Je milá, trochu naivní, ale nesmírně pilná dívka. Příliš se nerozčiluje, pouze když ji někdo přirovná k její sestře Kagami, která je v některých věcech lepší. Cukasa často nechápe kontext rozhovorů, které provozují její kamarádky, protože přemýšlí často nad zcela jinými věcmi, než aby vnímala. Přestože není líná, často spí až do odpoledne, podobně jako Konata. Často prosí svou starší sestru, aby jí pomohla s domácími úkoly, i když se většinou poctivě snaží dělat všechno sama. Cukasu charakterizuje její krátký fialový účes se žlutou stužkou, který je identický, jaký má postava Akari Kamigiši z anime To Heart a proto si ji jeden z otaku při výletu do centra města splete a chce si ji vyfotit v domněnce, že jde o cosplay Akari.

### Mijuki Takara
Mijuki Takara (japonsky 高良 みゆき, Takara Mijuki) je dívka z bohaté rodiny, milá, chytrá a vychovaná v dobrých mravech. Ve srovnání s ostatními studentkami vypadá jako dospělá a taky se tak chová, ačkoliv je stejně stará. Mluví velmi zdvořile a spisovnou japonštinou, dokonce při komunikaci s přáteli, kdy ostatní mluví hovorově. V prvním ročníku byla reprezentantkou své třídy a proto se spřátelila s Kagami, jež vedla svou třídu. Mijuki je ve stejné třídě jako Konata a Cukasa. Spolužáci Mijuki často žádají, aby jim pomohla s učivem a často dokáže odpovědět na otázky všeho typu bez jakékoliv přípravy a očekávání, protože má dobrý všeobecný přehled s encyklopedickými definicemi. Nosí brýle, protože má strach z kontaktních čoček. Zrak má špatný, protože když byla mladší, tak četla knihy po tmě, aby rodiče nezjistili, že nespí. Mijuki chodí spát poměrně brzy. Hraje hry jako Solitaire nebo Hledání min. Konata z ní často má legraci kvůli jejímu stylu moe. Mijuki nosí světle červené dlouhé vlasy.

## Média

### Manga
Čtyřpanelová (jonkoma) manga verze Lucky Star zahájila serializaci v čísle z ledna 2004 časopisu od Kadokawa Šoten Comptiq (コンプティーク, Konputíku), který se začal prodávat 10. prosince 2003. První objem mangy v podání tankóbon byl publikován 8. ledna 2005 a do 26. října 2013 vyšlo 10 dílů. Kromě Comptiq byla manga po různou dobu uváděna také v dalších časopisech od Kadokawa včetně Šónen Ace, Newtype, Comp Ace, Dragon Magazine, Mobile Newtype a Kadokawa Hotline. Manga přestala vycházet v roce 2014, ale nakonec se 10. listopadu 2022 vrátila a opět vychází v časopisu Mitaina! od Kadokawa. Manga byla licencována společností Bandai Entertainment pro vydávání v angličtině v Severní Americe. První svazek byl vydán v červnu 2009. Po reorganizaci a zániku Bandai Visual a sloučení s firmou Lantis získala licenci společnost VIZ Media.
Vedlejší a méně známá manga s názvem Lucky Star Pocket Travelers, ve které se čtyři hlavní hrdinky jednoho rána probudí a zjistí, že se zmenšili na velikost panenky, začala být vydávána v časopisu Comp Ace v roce 2008, přičemž 10. října 2008 vyšel jediný svazek.
V lednu 2008 vznikla ještě manga s názvem Miyakawa-ke no Kūfuku která byla vydávána v časopise Comp H's od Kadokawa Shotena. Anime adaptace se začala vysílat na Ustream v dubnu 2013.
Na základě videoher vyšla další manga založená na videohře Lucky Star Moe Drill s názvem Mijakawa-ke no Kúfuku. V roce 2008 vznikla parodická manga Boo Boo Kagaboo, která byla vydávána v časopisu Comp Ace od července 2008 do prosince 2009. Svazek vyšel v roce 2010.
Poslední manga byla založená na manze Mijakawa-ke no Kúfuku a jmenovala se Mijakawa-ke ga Mampuku!?. Tato manga byla vydávána v časopisu Comp Ace mezi listopadem 2013 a květnem 2014. Dne 10. července 2014 vyšel jeden svazek.
V listopadu 2022, krátce po návratu původní mangy byl oznámen nový spin-off s předběžným názvem Konata 31. Odehrávat se má 15 let po původní sérii.

### Anime
Anime Lucky Star, produkované společností Kyoto Animation, se vysílalo mezi 8. dubnem 2007 a 16. zářím 2007 a obsahovalo celkem dvacet čtyři epizod. Po prvních čtyřech epizodách byl režisér série Jutaka Jamamoto propuštěn a byl nahrazen novým režisérem Jasuhirem Takemotem.
Na konci každé epizody je další segment nazvaný Lucky Channel, který uvádějí postavy Akira Kogami a její asistent Minoru Širajši. Většinou komentuje dění v dané epizodě a popisuje některou z postav v ní. Obsahuje odlišný typ humoru, než je ten, který je v samotném zbytku anime. Vyznačuje se nepříliš fungující spoluprací mezi Akirou a Minoru, která někdy zachází až do násilí ze strany Akiry. Akira, jakožto malá dívčí postava se vždy na začátku segmentu zdá jako roztomilá a milá, ale jakmile skončí její část a na řadu přichází slova asistenta Širajšiho, začne být znuděná a někdy i agresivní a začne slovně a fyzicky napadat svého asistenta.
V časopise Comptiq bylo předem oznámeno, že pro Lucky Star bude vytvořen Original Video Animation (OVA). Později časopis oznámil, že by OVA měla vyjít v létě 2008. Nicméně byla zpožděna a nakonec vyšla 26. září 2008. OVA obsahuje šest samostatných příběhů točících se kolem obsazení, z nichž některé hraničí s bizarností; jedním z nich je prostředí MMORPG, které hrají Konata, Kagami, Cukasa a Nanako Kuroj, a další, ve kterém má Kagami „sugestivní“ sen o Konatě. Segment Lucky Channel se hraje v živé akci, nikoli jako animovaný. Vydání OVA pro Severní Ameriku bylo později licencováno společností Bandai Entertainment a 4. srpna 2009 bylo vydáno pouze na předplaceném DVD. Stejně jako u televizního seriálu byla OVA také znovu licencováno společnosti Funimation.
Anime adaptace Miyakawa-ke no Kūfuku byla produkovaná společnostmi Ordet a Encourage Films, streamovaná na Ustreamu od 29. dubna do 1. července 2013.

### Knihy
Vyšlo celkem pět light novel založených na sérii vydané společností Kadokawa Shoten pod jejich značkou Kadokawa Sneaker Bunko. Tři novely napsal Tóka Takei a obsahují ilustrace původního autora Lucky Star Kagami Jošimizu. První z nich se jmenuje Lucky Star: Lucky Star Murder Case a vyšel 1. září 2007. Druhý s názvem Lucky Star: Lucky Star Online byl uveřejněn 1. března 2008 a třetí pod názvem Lucky Star Super Dówa Taisen byl vydán 1. října 2008. Čtvrtou light novelu napsal Touko Machida a obsahovala ilustrace od Jukiko Horiguči. Jmenuje se Lucky Star: Jurujuru Days a byl vydán 1. dubna 2009. Poslední pátou light novelu napsali Heisei Izu a Kej Tanaka s ilustracemi od Kagami Jošimizua. Uveřejněna byla pod názvem Lucky Star: Hitome Konata ni dne 1. února 2012. Spin-off light novel, která byla založena na anime adaptaci Mijakawa-ke no Kúfuku byla napsána autorem Touko Machida a obsahovala ilustrace od Harapeka a Cubomi Hanabanových. Uveřejněna byla 1. února 2014. Původní light novelu napsal Osamu Kudó a byla nabízena jako bonus pro předplatitele ke hře Šin Lucky Star Moe Drill: Tabidači: DX Pack.
V roce 2010 vyšla nakladatelstvím Chukei Publishing kniha o teoretické chemii s názvem Impressive Learning Chemistry (Theoretical Chemistry) With Lucky Star, kterou napsal ji Takaši Macubara. tvůrce Lucky Star. V roce 2013 vyšla kniha od stejného nakladatelství o organické chemii s názvem Impressive Learning Chemistry (Organic Chemistry) With Lucky Star. Opět ji napsal Takaši Macubara. Později v roce 2013 byla vydána poslední třetí kniha o anorganické chemii s názvem Impressive Learning Chemistry (Inorganic Chemistry) With Lucky Star. Napsána byla autorem Masašim Inucakou. Všechny tři obsahují ilustrace od tvůrce Lucky Star, Kagami Jošimizua.

### Videohry
Videohra s názvem Lucky Star Moe Drill byla vydána 1. prosince 2005 na Nintendo DS. Hra v limitované edici s mnoha doplňky byla prodána s názvem DX Pack spolu s běžnou verzí. Pokračování s názvem Shin Lucky Star Moe Drill: Tabidachi bylo vydáno 24. května 2007. Hra testuje hráčovu paměť a další subjekty. Hlavním úkolem je porážet postavy z mangy v různých kvízech. Hra také nabízí Drama mode, kde je úkolem hráče projít mini-adventure hru a dojít do Akihabary, jakožto jedné ze čtvrtí v Tokiu. Při cestě na hráče čekají matematické úlohy a další úkoly (asi pět).
Společnost Kadokawa Shoten vytvořila vizuální román na PlayStation 2 s názvem Lucky Star: Rjóó Gakuen Ótósai, která byla v Japonsku vydána 24. ledna 2008. Verze pro PSP vyšla 23. prosince 2010. Na PSP byla také vydána hra Lucky Star: Net Idol Meister a to dne 24. prosince 2009.

### Audio CD
Drama CD s názvem Drama CD Lucky Star bylo vydáno 24. srpna 2005 společností Frontier Works. CD s videoherním soundtrackem Lucky Star vocal mini album vyšlo 22. prosince 2005. Další disk s openingem anime obsahující píseň Motteke! Sailor Fuku vyšlo 23. května 2007. Album s dvanácti písněmi s názvem Lucky Star Ending Theme Collection vyšlo 11. července 2007. Další CD s názvem Aimai Net Darling, které obsahuje dve písně od Horimi Konno, které nazpívali hlasoví herci postav Akira Kogami a Minoru Širajši, stejní jako v anime bylo vydáno 25. července 2007. Remix písně Motteke! Sailor Fuku byl vydán 8. srpna 2007. Další dvě alba vyšly 29 srpna 2007; Misodži Misaki od Hiromi Konno a jakožto Akiry Kogami, a Cosplay It! Oh My Honey, od Aji Hirano, která ztvárnila Konatu a Nozomi Sasaki ztvárňující Patricii. Album pojmenované Širaiši Minoru no Otoko no Rarabai obsahující písně, které nazpíval hlasový herec postavy Minorua Širajšiho z epizody 13 bylo vydáno 10. října 2007.
V průběhu roku 2007 vyšlo ještě mnoho dalších CD disků s písněmi z Anime a nebo od hlasových herců některých postav, například Lucky Star BGM & Radio Bangumi "Lucky Channel" no Digest o Šúroku Šita Special CD 1 z 22. června 2007.

### Živý koncert a muzikál
Živý koncert se konal 29. března 2009 v Budókanu s názvem Lucky Star v Budokanu: Anata no Tame dakara. Koncert byl dlouhý 4 hodiny a 40 minut a moderovali ji Hiromi Konno (hlas Akiry Kogami) a Minoru Širajši. DVD z koncertu bylo vydáno 25. prosince 2009 a obsahovalo 24stránkovou brožuru se 2 DVD.
Mezi 20. a 30. zářím 2012 se v Tokyo Dome City konal muzikál s názvem Lucky Star ≈ On Stage.